# Une journée de plaisir
Pour plus de détails, voir Fiche technique et Distribution.
Une journée de plaisir (A Day's Pleasure) est un film muet américain réalisé par Charlie Chaplin, sorti en 1919.

## Synopsis
Charlie, sa femme et ses deux enfants veulent passer une journée à la mer.

## Fiche technique
Source IMDb
- Titre original : A Day's Pleasure
- Titre français : Une journée de plaisir
- Réalisation : Charlie Chaplin, assisté de Charles Reisner (non crédité)
- Scénario : Charlie Chaplin
- Musique : Charlie Chaplin
- Production : Charlie Chaplin
- Société(s) de production de de distribution : First National Pictures
- Pays d'origine :  États-Unis
- Langue originale : muet
- Genre : court métrage de Comédie
- Durée : 24 à 17 minutes
- Format : noir et blanc - 35 mm - 1,33:1 - muet (son mono en nouvelle sortie) - procédé cinématographique : sphérique
- Métrage : 522 m (2 bobines)
- Dates de sortie :
  - États-Unis : 30 novembre 1919 (Washington, D.C.)
  - États-Unis : 15 décembre 1919
  - Canada : 15 décembre 1919
  - États-Unis : 1er mai 1922 (nouvelle sortie)
  - France : 22 décembre 1922

## Distribution
Source IMDb
- Charlie Chaplin : le père
- Edna Purviance : la mère

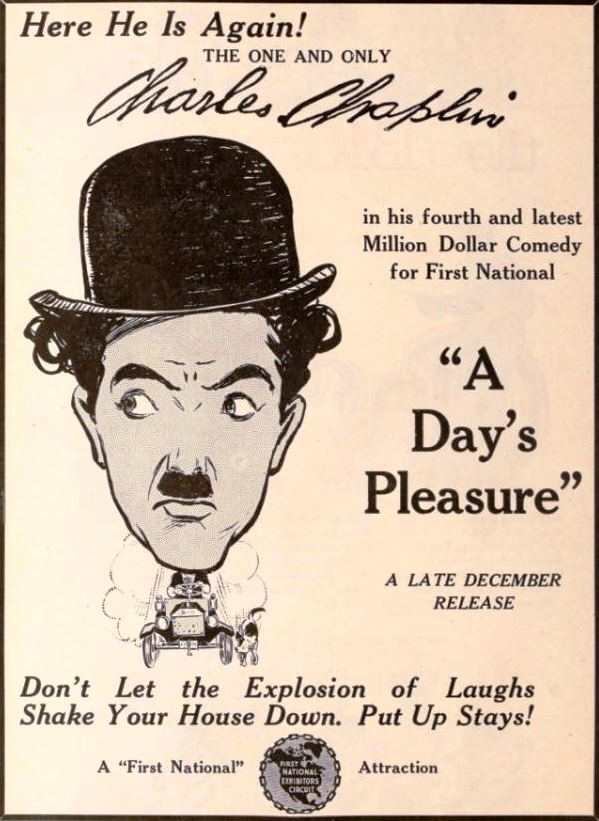
Publicité pour A Day's Pleasure à la page 22 du Exhibitors Herald du 6 décembre 1919.

- Henry Bergman : le Capitaine, l'homme dans la voiture, le policier (non crédité)
- Jackie Coogan (non crédité)
- Marion Feducha (non crédité)
- Granville Redmond : un passager (non crédité)
- Charles Reisner : l'homme dans la rue (non crédité)
- Jessalyn Van Trump : la femme dans la rue (non crédité)
- Tom Wilson (non crédité)